# HFS Plus
HFS Plus o HFS+ és un sistema de fitxers desenvolupat per Apple Inc. el 1998 per reemplaçar el seu Hierarchical File System (HFS) com el principal sistema de fitxers utilitzat en els ordinadors Macintosh (o altres sistemes que executin Mac OS). És també un dels formats utilitzats pel reproductor de música digital iPod. HFS Plus també és conegut com a Mac OS Extended (o, erròniament, «HFS Extended»), a partir del seu predecessor, HFS, conegut com a Mac OS Standard (o, erròniament, com a «HFS Standard»). Durant el desenvolupament, Apple es va referir a aquest sistema de fitxers amb el nom en clau Sequoia.
Com HFS, HFS Plus utilitza arbres-B per emmagatzemar la majoria de les metadades de volum.